# Service d'administration nationale des données et référentiels sur l'eau
Service d’administration nationale des données et des référentiels sur l’eau, comummente abreviado para Sandre (em português: Serviço de administração nacional de dados e referências sobre a água) é um serviço de dados francês sobre água e recursos hídricos em França. O serviço Sandre estabelece o referencial interoperativo sobre água do SIE (Système d’information sur l’eau), o sistema de informação sobre a água da França.
O Sandre é uma divisão da agência nacional francesa da água e meios aquáticos (Onema: Office national de l’eau et des milieux aquatiques).